# کن-تیکی (مستند)
کُن-تیکی (انگلیسی: Kon-Tiki) فیلمی مستند به کارگردانی تور هایردال است که در سال ۱۹۵۰ منتشر شد. از بازیگران آن می‌توان به تور هایردال و سول لسر اشاره کرد.